# Demografia do Iêmen

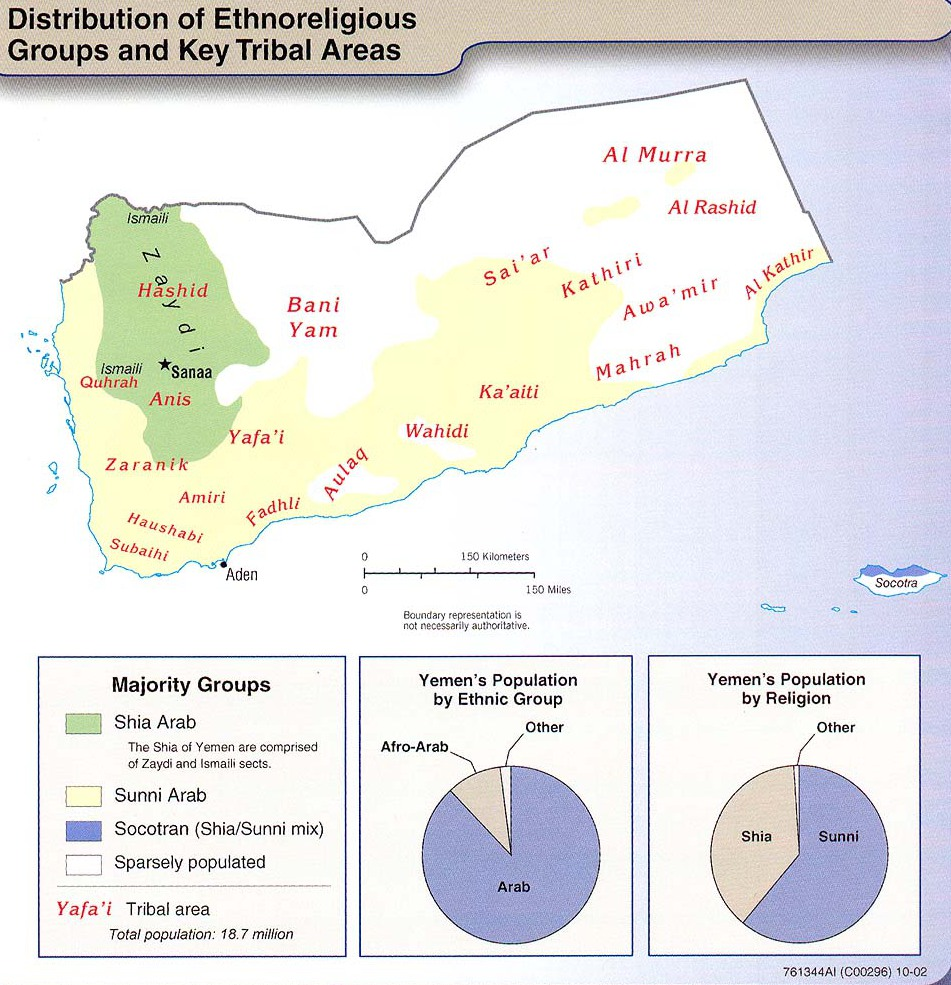
Grupos etno-religiosos em 2002

A demografia do Iêmen compreende todas as características demográficas da população deste país, incluindo densidade populacional, grupos étnicos, nível de educação, saúde da população, situação econômica, confissões religiosas e outros aspectos da população iemenita.

## População
A população do Iêmen era de cerca de 24 milhões de acordo com estimativas de junho de 2011, com 46% da população sendo abaixo de 15 anos de idade e 2,7% acima de 65 anos. Em 1950, era de 4,3 milhões.  Em 2050, a população é estimada para aumentar para cerca de 60 milhões. 
Os iemenitas são principalmente de origem árabe.  Quando foram estabelecidos os antigos estados do Iêmen do Norte e do Iêmen do Sul, os grupos minoritários mais residentes partiram.  O Iêmen ainda é em grande parte uma sociedade tribal.  No norte, partes montanhosas do país, existem cerca de 400 tribos zaiditas. Há também grupos de casta hereditária em áreas urbanas como Al-Akhdam.
De acordo com a USCRI, o Iêmen hospedava uma população de refugiados e requerentes de asilo que somam aproximadamente 124.600 em 2007. Os refugiados e requerentes de asilo que vivem no Iêmen eram predominantemente do Iraque, Somália, Etiópia  e Síria. 

## Grupos étnicos
Predominantemente árabe; mas também há afro-árabes, sul-asiáticos e europeus. 

## Idiomas
O árabe é a língua oficial; o inglês também é usado nos círculos oficiais e empresariais. Na área de Mahra (extremo leste), várias línguas não-árabes (incluindo mehri) são faladas.  Quando foram estabelecidos os antigos estados do Iêmen do Norte e do Sul, a maioria dos grupos minoritários residentes partiram. 

## Religiões
A religião no Iêmen é constituída principalmente pelos dois principais grupos religiosos islâmicos: 53% da população muçulmana é sunita e mais de 45% é xiita de acordo com o ACNUR.  Outras fontes colocam número de xiitas em 30%. Os sunitas aderem principalmente a escola Shafi'i, e também há seguidores significativos das escolas Maliki e Hanbali. Os xiitas são primariamente Zaiditas e também há minorias significativas de xiitas duodecimanos  e xiitas ismaelitas. 
Os Zaiditas são geralmente encontrados no norte e noroeste e os Shafi'is no sul e sudeste.  Há também cerca de 3.000 cristãos e 400 judeus. 

## Diáspora
A diáspora iemenita está largamente concentrada no Reino Unido, onde entre 70 mil e 80 mil iemenitas vivem. Mais de 20.000 iemenitas residem nos Estados Unidos, e um adicional de 2812 vivem na Itália. Outros iemenitas também residem na Arábia Saudita, Emirados Árabes Unidos, Catar e Barém, bem como Indonésia, Malásia, Brunei e nos países que formaram a antiga União Soviética. Um número menor de modernos paquistaneses são descendentes de iemenitas, e seus ancestrais originais teriam deixado o Iêmen para o subcontinente indiano e Sudeste Asiático ao longo de quatro séculos. 350.000 judeus iemenitas vivem em Israel.